# Eurázsiai Gazdasági Unió
Az Eurázsiai Gazdasági Unió (röviden EaEU), vagy más néven Eurázsiai Unió (EaU) egy országok közötti gazdasági együttműködés. Eredetileg három ország, Oroszország, Kazahsztán és Fehéroroszország elnökei 2014. május 29-én írták alá Asztanában azt a szerződést, amelynek értelmében az összesen 170 milliós népességet és 2,7 trillió dollárnyi bruttó hazai terméket felölelő új gazdasági integrációs szervezet megkezdte működését 2015. január 1-én.
Célja elsősorban a tőke és szolgáltatások szabad áramlásának megteremtése. Az összefogást az Európai Unió ihlette, ugyanakkor tagadja annak alapelveit.

## Tagállamai[3]
Örményország, Kirgizisztán, Tádzsikisztán és Üzbegisztán a szerződés megkötése napján kifejezte érdeklődését egy esetleges későbbi csatlakozást illetően. 2014. október 9-én, a szervezet minszki csúcstalálkozóján Aljakszandr Rihoravics Lukasenka belarusz elnök bejelentette, hogy Örményország hivatalosan is csatlakozott a szervezethez, amelynek dokumentumait a helyszínen írták alá a küldöttek.
- Oroszországi Föderáció
- Kazahsztáni Köztársaság
- Belarusz Köztársaság
- Örmény Köztársaság
- Kirgiz Köztársaság

### Gazdasági mutatók
2014-ben az Eurázsiai Gazdasági Unió adta a világ:
- GDP-jének 3,2%-át
- Ipari termelésének 3,7%-át
- Exportjának 3,7%-át
- Importjának 3,2%-át
- Kőolaj-kitermelésének 14,6%-át (ezzel a világon 1.)
- Földgázkitermelésének 18,4%-át (a világon 2.)
- Energiatermelésének 5,1%-át (4.)

### Népesség
- 2016. január 1-én a világ népességének 2,5%-át (182,7 millió fő)
- 2014-ben a gazdaságilag aktív népesség 2,8%-át (92,9 millió fő)
- Munkanélküliségi arány 4,9%
- Itt él az internetfelhasználók 4,4%-a